# دانيال أندرسون (لاعب الرغبي)
دانيال أندرسون (بالإنجليزية: Daniel Anderson)‏ هو لاعب الرغبي ‏ نيوزيلندي، ولد في 3 مايو 1967 في أستراليا.